# Retículo periférico
El retículo periférico es una estructura que se puede encontrar en la membrana plastidial interna de algunas plantas, normalmente en plantas C4, CAM o C3; aunque puede estar presente hasta en cloroplastos de Gymnospermæ. Se trata de un entramado laberíntico de túbulos y vesículas que se continúa con la membrana plastidial interna en el estroma. Su función, al igual que la de los estrómulos, es aumentar la superficie de intercambio. Además, las vesículas, suelen servir de transportador entre el lumen tilacoidal y el espacio intermembranoso o periplástico; e incluso con el citoplasma.